# Восточная паротия
Восточная паротия (лат. Parotia helenae) — вид воробьиных птиц из семейства райских птиц (Paradisaeidae), эндемик горных лесов юго-восточной части Папуа-Новой Гвинеи. Видовое название дано в честь Елены Великобританской, третьей дочери королевы Виктории.

## Описание
Птицы среднего размера (длина около 27 см). Самцы, как и самцы других паротий, полигамны. В кладке одно, редко два яйца. Размер одного измеренного яйца составил 38,4×27,8 мм (Mackay, 1990). Диета состоит в основном из фруктов, семян и беспозвоночных.
Восточная паротия похожа на синезатылочную и иногда даже считалась её подвидом, но сегодня выделяется в отдельный вид на основании различий между ними. Её будущее не вызывает особых опасений.